# Doug Howlett
Doug Charles Howlett (Auckland, 21 de septiembre de 1978) es un exjugador neozelandés de rugby que se desempeñaba como fullback o wing.

## Selección nacional
Howlett debutó en los All Blacks en junio de 2000 ante Tonga y su último partido internacional fue en el mundial de Francia 2007. En total jugó 62 partidos y marcó 49 tries para Nueva Zelanda.

### Participaciones en Copas del Mundo
Disputó las Copas Mundiales de Australia 2003 siendo el máximo anotador de tries y Francia 2007 donde los All Blacks fueron eliminados en cuartos de final siendo el peor torneo de Nueva Zelanda.
| Mundial                       | Sede      | Resultado        | PJ | Tries |
| ----------------------------- | --------- | ---------------- | -- | ----- |
| Copa Mundial de Rugby de 2003 | Australia | Tercer puesto    | 7  | 7     |
| Copa Mundial de Rugby de 2007 | Francia   | Cuartos de final | 3  | 6     |

## Palmarés
- Campeón de la Copa de Campeones de 2007/08.
- Campeón del Super Rugby de 2003.
- Campeón de la Celtic League de 2008-09 y 2010-11.